# Schlagintweit Peak
Der Schlagintweit Peak ist ein Berg im Westhimalaya im pakistanischen Sonderterritorium Gilgit-Baltistan.

## Lage
Der 5971 m hohe Berg liegt im Nanga-Parbat-Massiv. Er befindet sich knapp 14 km südsüdwestlich vom Achttausender Nanga Parbat auf der Südseite des Rupalgletschers. Der Berg bildet in seinem höchsten Bereich einen etwa 600 m langen in Ost-West-Richtung verlaufenden Berggrat. Nach Nordwesten und nach Nordosten verlaufen Bergsporne zum Rupalgletscher hinab. Der etwa 1,6 km nordöstlich gelegene 5717 m hohe Heran Peak bildet einen Nebengipfel des Schlagintweit Peak. Südlich vom Schlagintweit Peak befindet sich ein 5338 m hoher Sattel. Jenseits diesem steigt der Bergkamm zum etwa 2,8 km südlich gelegenen Shaigiri (6245 m) wieder an. Unterhalb der West- und Nordflanke verläuft der Rupalgletscher, unterhalb der Süd- und Südostflanke befindet sich das Nährgebiet des Shaigirigletschers.

## Besteigungsgeschichte
Der Schlagintwelt Peak wurde vermutlich am 29. Juni 2009 von Robert Koschitzki über den Westgrat erstbestiegen. Der Berg wurde anschließend zu Ehren des deutschen Forschungsreisenden Adolf von Schlagintweit benannt, der 1856 das Rupaltal besuchte.